# Dactylochelifer gracilis
Espèce
Dactylochelifer gracilis est une espèce de pseudoscorpions de la famille des Cheliferidae.

## Distribution
Cette espèce se rencontre en Iran et en Turquie.

## Description
Le mâle holotype mesure 2,6 mm.

## Publication originale
- Beier, 1951 : Ergebnisse der Österreichischen Iran-Expedition 1949/50. Pseudoscorpione und Mantiden. Annalen des Naturhistorischen Museums in Wien, vol. 58, p. 96-102 (texte intégral).